# The Champion
The Champion (Charlot boxeador, Charlot campeón o Charlot campeón de boxeo o El campeón) es un mediometraje estadounidense con guion, dirección y actuación de Charles Chaplin. Se estrenó el 11 de marzo de 1915.

## Sinopsis
Es una comedia en tres actos. Chaplin despliega un vagabundo más simpático que el de otras películas de la época. El empobrecimiento del vagabundo está tratado con mayor extensión que en películas previas, lo que da más fuerza al personaje y a la historia. El haber encontrado una herradura de la suerte fuera de un gimnasio decide a Charlot a probar suerte en un desafío y pronto se encontrará frente al campeón Bob Uppercut (Bud Jamison).

## Reparto
- Charles Chaplin: el desafiante.
- Edna Purviance: la hija del entrenador.
- Ernest Van Pelt:[3] Spike Dugan.
- Lloyd Bacon: el segundo sparring.
- Leo White: un jugador.
- Carl Stockdale:[4] otro sparring.
- Billy Armstrong: otro sparring.
- Paddy McGuire: otro Sparring.
- Bud Jamison: Bob Uppercut, el campeón.
- Ben Turpin: el vendedor que hay en la platea.

## Crítica
Chaplin retornaría al cuadrilátero en Luces de la ciudad y, si bien aquí la escena de la pelea está próxima a la brillantez de aquella película premiada, es todavía un momento de entretenimiento que resalta la obra. Con gracia y fantasía en la acción, con movimientos de ballet en el ritmo, esta película tiene ya la seguridad de una nueva etapa de Chaplin. En la escena inicial de Charlot y su perro compartiendo la comida se ha visto el primer aspecto social del personaje, que legitimará la trampa necesaria para ganar su pelea (y su sustento). Charlot está, sin embargo, desprovisto de escrúpulos, como se desprende de la escena con el jugador, pero el personaje se humaniza a medida que se va haciendo consciente de su debilidad.